# Buzet-sur-Baïse
Buzet-sur-Baïse är en kommun i departementet Lot-et-Garonne i regionen Nouvelle-Aquitaine i sydvästra Frankrike. Kommunen ligger i kantonen Damazan som tillhör arrondissementet Nérac. År 2022 hade Buzet-sur-Baïse 1 246 invånare.

## Befolkningsutveckling
Antalet invånare i kommunen Buzet-sur-Baïse
| Referens: INSEE |